# Chactas vanbenedenii
Espèce
Synonymes
- Scorpio vanbenedenii Gervais, 1843
- Scorpio fuchsii Berthold, 1846

Chactas vanbenedenii est une espèce de scorpions de la famille des Chactidae.

## Distribution
Cette espèce est endémique de Colombie. Elle se rencontre sur la côte Pacifique.

## Systématique et taxinomie
Cette espèce a été décrite sous le protonyme Scorpio vanbenedenii par Gervais en 1843. Elle est placée dans le genre Chactas par Pocock en 1893.

## Étymologie
Cette espèce est nommée en l'honneur de Pierre-Joseph Van Beneden.

## Publication originale
- Gervais, 1843 : Les principaux résultats d’un travail sur la famille des Scorpions. Société philomathique de Paris. Extraits des procès-verbaux des séances, vol. 5, no 7, p. 129−131 (texte intégral).